# Semecarpus longifolius
Semecarpus longifolius là một loài thực vật có hoa trong họ Đào lộn hột. Loài này được Blume miêu tả khoa học đầu tiên năm 1850.